# Barám Mavaddat
Barám Mavaddat (perzsául: بهرام مودت; Teherán, 1950. január 30. –) iráni válogatott labdarúgókapus.

## Pályafutása

### Klubcsapatban
Teheránban született. 1965 és 1970 között a Sáhin Teherán csapatában játszott. 1970 és 1973 között a Pajkán játékosa volt. 1973-tól 1976-ig a Perszepolisz kapuját védte. 1976 és 1978 között a Szepáhán kapusa volt, melynek tagjaként 1974-ben és 1976-ban bajnoki címet szerzett. Pályafutása 1979-ben véget ért, miután kitört az iráni forradalom és az egyik csapattársával Hasszán Najebágával csatlakozott egy ellenállási szervezethez (Iráni Népi Mudzsahedek Szervezete). 

### A válogatottban
1973 és 1978 között 10 alkalommal szerepelt az iráni válogatottban. Tagja volt a Thaiföldön rendezett 1972-es Ázsia-kupán aranyérmet szerző válogatott keretének. Részt vett az 1978-as világbajnokságon, de nem kapott lehetőséget egyetlen mérkőzésen sem.

## Sikerei, díjai
Perszepolisz FC
- Iráni bajnok (2): 1973–74, 1975–76

Irán
- Ázsia-kupa győztes (1): 1972